# Сихил
Сихил ( лезгин. сихил - "цӀі хел" буквально "кровний рід"   ) - це лезгинська племінна організація, самовизначення якої базується або на походженні від спільного пращура або від спільного місця походження.
Такі структури простежуються з часів середньовіччя і до сучасного історичного періоду продовжують мати важливе значення для великої частини лезгінського етносу, хоча в різних районах Дагестану та Азербайджану цей термін сихил може сприйматися трохи по-різному, наприклад, як тухум або як уймах . 

## Розселення
За весь період існування сихілів не припинялося переселення лезгін з одного суспільства до іншого, наприклад сихіл «ХІасанбегар/ХІасбакар» переселилися з Манкулідхюра Гусарського району до Курахського району, селище Ашар .  А от сихіл «К'урушар» навпаки з Дагестану переселилися до Азербайджану, до села Каякент, таким чином ще сильніше посилювалися внутрішні стосунки сихілів. В результаті сьогодні у віддалених один від одного лезгінських селищах можна зустріти представників одного сихіла, у яких був один предок «Чієхі бо» і є родичами «Мірасар» .
| Географическое название | Географическое название | Исторические сведения     | Исторические сведения                | Современные сведения   | Современные сведения |
| Географическое название | Географическое название | Общество                  | Территория                           | Классификация          | Локализация |
| Агул                    | Агъул                   | агъулар                   | Агъул                                | народ                  | Агульский район, сев. часть Курахского района РД |
| Агул                    | Агъул                   | кІеренар                  | КІерен                               | общество               | Агульский район, сев. часть Курахского района РД |
| Агул                    | Агъул                   | къушанар                  | Къушан                               | общество               | Агульский район, сев. часть Курахского района РД |
| Ахты                    | Ахцагь                  | ахцагьар                  | Ахцагь                               | общество               | Ахтынский, Докузпаринские районы РД, Габалинский, Огузский и сев. часть Исмаилинского района, также частично Шекинский, Агдашский и Геокчайские районы РА |
| Ахты                    | Ахцагь                  | чІуьтхуьрвияр             | ЧІуьтхуьр                            | общество               | Ахтынский, Докузпаринские районы РД, Габалинский, Огузский и сев. часть Исмаилинского района, также частично Шекинский, Агдашский и Геокчайские районы РА |
| Ахты                    | Ахцагь                  | фийвияр                   | Фий, Гдым                            | общество               | Ахтынский, Докузпаринские районы РД, Габалинский, Огузский и сев. часть Исмаилинского района, также частично Шекинский, Агдашский и Геокчайские районы РА |
| Ахты                    | Ахцагь                  | къурушар                  | Къуруш                               | общество               | Ахтынский, Докузпаринские районы РД, Габалинский, Огузский и сев. часть Исмаилинского района, также частично Шекинский, Агдашский и Геокчайские районы РА |
| Ахты                    | Ахцагь                  | чепервияр                 | Чепер                                | общество               | Ахтынский, Докузпаринские районы РД, Габалинский, Огузский и сев. часть Исмаилинского района, также частично Шекинский, Агдашский и Геокчайские районы РА |
| Ахты                    | Ахцагь                  | филисхъар                 | Филисхъ (совр. Огуз, Габала)         | общество               | Ахтынский, Докузпаринские районы РД, Габалинский, Огузский и сев. часть Исмаилинского района, также частично Шекинский, Агдашский и Геокчайские районы РА |
| Кусары                  | КцІар                   | кцІарвияр                 | КцІар                                | общество               | Гусарский район, сев. часть Губинского и Хачмазского районов РА                                                                                           |
| Кюра                    | Куьре                   | куьрегуьяр                | Куьре                                | общество               | Магарамкентский, Сулейман-Стальский, Курахские районы, юж. часть Хивского и Дербентского районов РД                                                       |
| Кюра                    | Куьре                   | яркар                     | Ярку                                 | общество               | Магарамкентский, Сулейман-Стальский, Курахские районы, юж. часть Хивского и Дербентского районов РД                                                       |
| Кюра                    | Куьре                   | кьурагьвияр               | Кьурагь                              | общество               | Магарамкентский, Сулейман-Стальский, Курахские районы, юж. часть Хивского и Дербентского районов РД                                                       |
| Кюра                    | Куьре                   | гелхенар                  | Гелхен                               | общество               | Магарамкентский, Сулейман-Стальский, Курахские районы, юж. часть Хивского и Дербентского районов РД                                                       |
| Кюра                    | Куьре                   | гилияр                    | Гили                                 | общество               | Магарамкентский, Сулейман-Стальский, Курахские районы, юж. часть Хивского и Дербентского районов РД                                                       |
| Рутул                   | Рутул, Мыхӏа            | мыхІабишды                | Мыхӏа                                | народ                  | вост. часть Рутульского района РД и сев. часть Шекинского района РА                                                                                       |
| Рутул                   | Рутул, Мыхӏа            | сыназыр                   | Сыназ                                | общество               | вост. часть Рутульского района РД и сев. часть Шекинского района РА                                                                                       |
| Рутул                   | Рутул, Мыхӏа            | хинавар                   | Хинав                                | общество, иногда народ | вост. часть Рутульского района РД и сев. часть Шекинского района РА                                                                                       |
| Табасаран               | Табасаран               | гъамгъамар                | ТІивак, Хурик, Кухрик, Сугак, Курхак | общество               | Табасаранский район, сев. часть Хивского района и частично Дербентские районы РД                                                                          |
| Табасаран               | Табасаран               | къабгъанар (агул. уханар) | Калух, Нитрих, Этег                  | народ                  | Табасаранский район, сев. часть Хивского района и частично Дербентские районы РД                                                                          |
| Цахур                   | ЦІахур, ЦІаІх           | Гелмецар                  | Гелмец, Курдул-Лек                   | общество               | зап. часть Рутульского района РД, северо-вост. часть Закатальского и Кахского районов РА                                                                  |
| Цахур                   | ЦІахур, ЦІаІх           | ЦІаІхбы                   | ЦІахур                               | народ                  | зап. часть Рутульского района РД, северо-вост. часть Закатальского и Кахского районов РА                                                                  |